# 小山真佐夫
アンディ 小山（アンディ こやま、英：Andy Koyama、本名：小山 真佐夫（こやま まさお）1946年〈昭和21年〉1月22日 - ） は、日本の男性歌手。兵庫県神戸市出身。岩手県盛岡市在住（2018年より活動拠点を東京に移している）。オフィスエム所属。

## 来歴・人物
日本人の父親とロシア人の母親との間に1945年12月22日に誕生。父親が第二次世界大戦終戦の年（昭和20年）に生まれたことを避けてやりたいと考え、一カ月後の1946年1月生まれと記した出生届を提出した。そのため、戸籍上の出生日は、1946年1月22日となっている。
1961年、京都商業高等学校に進学したがプロ歌手を志し、2年生の時に退学。
1963年12月、第一プロにスカウトされ、同年3月にハーフの男性で結成されたグループ・サウンズバンド「シャープ・ホークス」のリードボーカルとして加入した。グループとしては人気を博したが、小山は自分の実力で勝負してみたいと考えるようになる。この時期に知人を介して、のちに“師”と仰ぐアイ・ジョージと知り合う。日本人ポピュラー歌手として初めてカーネギー・ホール公演を行うなど精力的なアイの行動力に衝撃を受ける。
1967年、「シャープ・ホークス」を脱退、ソロのシンガーを目指す。1972年から1974年までカナダに語学留学。帰国後はソロ活動をスタートさせる。自身のライブ以外にスタジオ・ミュージシャン、CMソングシンガーとしての仕事も請け負った。
1981年、BOBBY、RIKAと3人組ユニットを組み「B.A.R」名義でシングル『BOOGIE WOOGIE TAXI』（作詞：立木寝損・英詞：TONY BENDER / 作曲：吉良キロー / 編曲：田辺信一）をリリース。NHK『レッツゴーヤング』（1982年2月7日放送）などに出演した。
1986年、バンクーバー国際交通博覧会での仕事をきっかけにカナダに移住。同地やアメリカ合衆国で音楽活動を行った。1993年に帰国してからは東京を中心に音楽活動を再開した。語学力を活かし、1998年に行われた長野オリンピックやプロバスケットボールの試合でバイリンガルDJとして実況した。
1994年、岩手県盛岡市に移住。同年、盛岡にてAVCヴォーカルスクールを開校。その後は本名から「アンディ小山」に改名し、岩手を中心に音楽活動を開始。
2000年8月、バークレー音楽院ジャズ・ゴスペルサマースクールに参加。帰国後、ソウル＆ゴスペルクワイア結成。NHK文化センターなどのカルチャー教室でソウル＆ゴスペル、ジャズ、ハワイアン、ポピュラー等の歌唱指導を行う。
2010年4月、IBC岩手放送のラジオ番組『アンディ小山のラブリー・メモリーズ』がスタート。2018年3月25日終了。自身のホームページにて番組終了を報告、併せて活動拠点を東京に移していることを明らかにした。銀座e-Music Schoolにて「アンディ小山 ミュージックセラピーボーカルレッスン」の教室を持ち、受講生の歌唱指導に務めている。
2020年10月、公式YouTubeチャンネル「癒しの伝導師アンディ小山チャンネル」開設。自身の近況や楽曲を配信している。

## ディスコグラフィー

### シングル
- 失われた伝説を求めて（1983年） - テレビアニメ『機甲創世記モスピーダ』オープニング曲 ※アンディ名義
- い・の・ち（2010年）

## 出演

### テレビ
- クイズ!脳ベルSHOW（2021年1月6日・1月7日、BSフジ）

### ラジオ
- アンディ小山のラブリー・メモリーズ（2010年4月 - 2018年3月、IBC岩手放送）